# Fairchild Mountain
Fairchild Mountain est un sommet montagneux américain dans le comté de Larimer, dans le Colorado. Il culmine à 4 115 mètres d'altitude dans le chaînon Mummy, protégé au sein du parc national de Rocky Mountain.